# Virginie Efira
Virginie Efira (Schaerbeek, 5 de maig de 1977) és una actriu i presentadora belga. Ha treballat en la televisió francesa, així com en una vintena de pel·lícules.

## Biografia
Filla d'André Efira, oncòleg i professor d'hematologia, d'origen jueu-otomà, i de Carine Verelst, d'ascendència belga. Té dos germans i una germana. Els seus pares es van divorciar quan ella tenia nou anys. Va començar estudis d'arts de l'espectacle i teatre, però mai els va finalitzar.
Va estar en parella amb Patrick Ridremont, pare de tres fills, a partir del 2000 i fins al 2002 any en el qual es van casar. Es van separar al 2005. Van sol·licitar el divorci al febrer de 2009. Posteriorment va entaular una relació amb Mabrouk El Mechri, amb qui té una filla, Ali, nascuda el 24 de maig de 2013. Se li va concedir la ciutadania francesa el 2016.
A partir del 2018 ha estat parella de l'actor Niels Schneider, a qui va conèixer durant el rodatge de Un amour impossible. Van tenir un fill, Hiro, el 28 d'agost del 2023 a Paris.

## Carrera televisiva
Va ser contractada per primera vegada el 1998 pel Club RTL (canal de televisió belga en el Grup RTL) per presentar un programa per adolescents anomenat Mégamix, juntament amb Lidia Gervasi. A continuació, va presentar altres programes a Bèlgica, entre ells A la recherche de la nouvelle Star.
Al setembre de 2002, se li va oferir el lloc de presentadora de la versió belga de Star Academy. Al 2003 convertir-se en noia del temps al canal M6 de França, i ràpidament  va ser triada com una de les principals presentadores de la cadena M6. Va participar en programes com Opération séduction, Le Grand Zap, La saga des..., Follement Gai, Absolument 80/90, Le Grand Piège i Drôles d'équipes. Va ser amfitriona de Classé Confidentiel durant un any, abans de reemplaçar a Benjamin Castaldi com a amfitriona del popular reality musical Nouvelle Star, quarta sèrie. També ha presentat diversos programes en RTL-TVi (un nou canal nascut del Grup RTL).
El 2008 va deixar M6 i va signar un contracte amb Canal+. En aquesta caden començà el 2009 a presentar un nou programa humorístic anomenat Canal Presque, tenint com a copresentador a Ahmed Hamidi, un dels creadors de Les Guignols de l'info. El programa, però, va deixar d'emetre's a les poques setmanes per baixa audiència.
L'any 2010 va declarar a Paris Match que deixava la presentació de programes de televisió si no és que tingui cinc fills que no tinguin res per menjar', i es concentra en la seva carrera cinematogràfica. Aquell mateix any, però, va aparèixer a Rendez-vous en terre inconnue, un documental de Frédéric Lopez on va trobar-se amb una minoria mongol, els Tsaatan; aquesta programa emès per France 2 va assolir un rècord d'audiència de més de 8 millions d'espectadors.

## Carrera cinematogràfica
La seva carrera cinematogràfica havia començat a partir de l'any 2004, principalment com dobladora de pel·lícules com ara Garfield i Garfield 2 al 2006. Al 2005 va participar al doblatge de Robots. També llavors va començar a fer d'actriu en teatre i telefilms.
L'any 2010 Philippe Lefebvre li va oferir el seu primer paper realment important a la seva pel·lícula Le Siffleur. Des de llavors va començar a actuar a prou pel·lícules, la majoria d'elles comèdies romàntiques, com ara: L'amour, c'est mieux à deux, La Chance de ma vie, Mon pire cauchemar, Les Invincibles, Dead Man Talking i 20 ans d'écart. En aquesta època també va continuar amb el doblatge, com a Hotel Transsilvània, i va probar sort amb el drama a En solitari.
L'any 2013 va ser escollida Dona de l'any per la revista GQ.
L' any 2016 va marcar un abans i un després en la carrera d'Efira. La directora Justine Triet l'escull com a protagonista de la pel·lícula Victoria: en aquesta l'actriu repersenta el paper d'una advocada separada, mare de dues filles i a punt d'entrar en crisi tant personal com profesionalment. Victoria va tenir una gran rebuda tant entre el públic i la crítica, com al Festival de Canes o als Premis César, on va assolir cinc nominacions, entre elles la de César a la millor actriu per Efira. No va aconsseguir el César, però si el premi a la millor actriu dels Premis Magritte.
El mateix 2016 va participar al thriller dirigir per Paul Verhoeven Elle, que també va assolir grans èxits, com el César a la millor pel·lícula 2017.
Des de llavors l'actriu ha participat en un gran número de importants pel·lícules com: Un home d'altura del 2016; Un amour impossible del 2018; El gran bany del 2018; Police del 2020; Adieu les cons també del 2020; Benedetta dirigida per Paul Verhoeven l'any 2021; Madeleine Collins del 2021; Don Juan del 2022; o L'Amour et les Forêts del 2023.

## Filmografia
* Font: Pàgina de l'actriu a IMDb. 
| Any     | Títol                                               | Paper                | Director                           | Notes |
| ------- | --------------------------------------------------- | -------------------- | ---------------------------------- | --- |
| 2005    | Africains poids-moyens                              |                      | Daniel Cattier                     | Curtmetratge. |
| 2006–09 | Kaamelott                                           | Berlewen             | Alexandre Astier                   | Sèrie de televisió (2 episodis). |
| 2007    | Max & Co                                            | Cathy                | Frédéric & Samuel Guillaume        | Veu, pel·lícula d'animació. |
| 2007    | Une amour de fantôme                                | Anna                 | Arnaud Sélignac                    | Telefilm. |
| 2007–08 | Off Prime                                           | Virginie             | Christophe Fort                    | Sèrie de televisió, 24 episodis, completa. |
| 2009    | Les Barons                                          | L'artista incompresa | Nabil Ben Yadir                    | |
| 2009    | Le siffleur                                         | Candice              | Philippe Lefebvre                  | |
| 2009    | Canal presque                                       | Presentadora         | Pierre Jamin i Serge Khalfon       | Programa de televisió, 3 episodis, complet. |
| 2010    | Kill Me Please                                      | Inspectora Evrard    | Olias Barco                        | Nominada a la millor actriu secundària dels Premis Magritte 2012. |
| 2010    | L'amour, c'est mieux à deux                         | Angèle               | Dominique Farrugia i Arnaud Lemort | |
| 2010    | En chantier, monsieur Tanner!                       | La banquera          | Stefan Liberski                    | Telefilm. |
| 2010    | La Folle Soirée du Palmashow                        | Varis personatges    | Jonathan Barré                     | Espectacle de televisió, 1 episodi. |
| 2010    | L'oportunitat de la meva vida (La chance de ma vie) | Johanna Sorini       | Nicolas Cuche                      | Millor actriu del Monte-Carlo Comedy Film festival 2010. |
| 2011    | Mon pire cauchemar                                  | Julie                | Anne Fontaine                      | |
| 2011    | À la maison pour Noël                               | Sarah                | Christian Merret-Palmair           | Telefilm. |
| 2012    | Dead Man Talking                                    | Elisabeth Lacroix    | Patrick Ridremont                  | |
| 2012    | Hénaut président                                    | Ella mateixa         | Michel Muller                      | |
| 2013    | 20 ans d'écart                                      | Alice Lantins        | David Moreau                       | |
| 2013    | En solitari (En solitaire)                          | Marie Drevil         | Christophe Offenstein              | |
| 2013    | Cookie                                              | Delphine             | Léa Fazer                          | |
| 2013    | Les invincibles                                     | Caroline Fernet      | Frédéric Berthe                    | |
| 2013    | Le débarquement                                     |                      | Renaud Le Van Kim                  | Espectacle de televisió, 1 episodi. |
| 2015    | Caprice                                             | Alicia Bardery       | Emmanuel Mouret                    | |
| 2015    | Un famille à louer                                  | Violette Mandini     | Jean-Pierre Améris                 | |
| 2015    | Pastís de pera amb lavanda (Le goût des merveilles) | Louise Legrand       | Éric Besnard                       | |
| 2015    | Et ta soeur                                         | Marie Guibal         | Marion Vernoux                     | |
| 2016    | Un home d'altura                                    | Diane Duchêne        | Laurent Tirard                     | Nominada a millor actriu dels Globes de Cristal Awards 2017. |
| 2016    | Victoria                                            | Victoria Spick       | Justine Triet                      | Millor actriu dels Premis Magritte 2017. Nominada al César a la millor actriu 2017. Nominada a millor actriu dels Premis Lumières 2017. Nominada a millor actriu dels Trophées francophones du cinéma 2017.                                |
| 2016    | Elle                                                | Rebecca              | Paul Verhoeven                     | Nominada a millor actriu secundària dels Premis Magritte 2017. |
| 2017    | Pris de court                                       | Nathalie Nevers      | Emmanuelle Cuau                    | |
| 2017    | Dix pour cent                                       | Ella mateixa         | Dominique Besnehard                | Sèrie de televisió, 1 episodi. |
| 2017    | Quines bestioles! (Drôles de petites bêtes)         | Huguette, la vespa   | Antoon Krings i Arnaud Delalande   | Veu, pel·lícula d'animació. |
| 2018    | Croc-Blanc                                          | Maggie Scott         | Alexandre Espigares                | Veu, pel·lícula d'animació. |
| 2018    | El gran bany Le grand bain                          | Delphine             | Gilles Lellouche                   | Nominada al César a la millor actriu secundària 2019. |
| 2018    | Un amour impossible                                 | Rachel               | Catherine Corsini                  | Nominada al César a la millor actriu 2019. Nominada a millor actriu dels Premis Lumières 2019. Nominada a millor actriu dels Globes de Cristal Awards 2019.                                                                                |
| 2018    | Continuer                                           | Sybille              | Joachim Lafosse                    | |
| 2019    | Sibyl                                               | Sibyl                | Justine Triet                      | Millor actriu dels International Cinephile Society (ICS) Cannes Awards 2019. Nominada a millor actriu dels International Cinephile Society Awards 2020. Nominada a millor actriu dels VHS Awards 2019.                                     |
| 2020    | Police                                              | Virginie             | Anne Fontaine                      | |
| 2020    | Adieu les cons                                      | Suze Trappet         | Albert Dupontel                    | Nominada al César a la millor actriu 2021. Nominada a millor actriu dels Premis Lumières 2021. Nominada a millor actriu dels Premis Magritte 2022.                                                                                         |
| 2021    | Benedetta                                           | Benedetta            | Paul Verhoeven                     | Nominada al César a la millor actriu 2022. Nominada a millor actriu dels Premis Lumières 2022. Nominada a millor actriu dels Women Film Critics Circle Awards 2021. Nominada a millor actriu dels International Online Cinema Awards 2022. |
| 2021    | Madeleine Collins                                   | Judith Fauvet        | Antoine Barraud                    | |
| 2021    | Lui                                                 | L'esposa             | Guillaume Canet                    | |
| 2021    | En attendant Bojangles                              | Camille Fouquet      | Régis Roinsard                     | |
| 2022    | Le rite                                             | Anne                 | Niels Schneider                    | Curtmetratge. |
| 2022    | Memòries de París (Revoir Paris)                    | Mia                  | Alice Winocour                     | César a la millor actriu 2023. Millor actriu dels Premis Magritte 2023. |
| 2022    | Don Juan                                            | Julie                | Serge Bozon                        | |
| 2022    | Les enfants des autres                              | Rachel Friedmann     | Rebecca Zlotowski                  | Millor actriu dels Premis Lumières 2023. |
| 2023    | L'amour et les forêts                               | Blanche Renard       | Valérie Donzelli                   | Nominada al César a la millor actriu 2024. |
| 2023    | Rien à perdre                                       | Sylvie Paugam        | Delphine Deloget                   | Nominada a millor actriu dels Premis Lumières 2024. |
| 2023    | Tout va bien                                        | Claire Vasseur       | Camille de Castelnau               | Sèrie de televisió, 8 episodis, completa. |
| 2023    | Kina et Yuk, renards de la banquise                 | Narradora            | Guillaume Maidatchevsky            | Documental |

## Premis
| Any  | Pel·lícula                    | Premi                                               | Categoria                | Resultat   |
| ---- | ----------------------------- | --------------------------------------------------- | ------------------------ | ---------- |
| 2010 | L'oportunitat de la meva vida | Monte-Carlo Comedy Film festival                    | Millor actriu            | Guanyadora |
| 2012 | Kill Me Please                | Premis Magritte                                     | Millor actriu secundària | Nominada   |
| 2017 | Un home d'altura              | Globes de Cristal Awards                            | Millor actriu            | Nominada   |
| 2017 | Victoria                      | Premis Magritte                                     | Millor actriu            | Guanyadora |
| 2017 | Victoria                      | Premis César                                        | Millor actriu            | Nominada   |
| 2017 | Victoria                      | Premis Lumières                                     | Millor actriu            | Nominada   |
| 2017 | Victoria                      | Trophées francophones du cinéma                     | Millor actriu            | Nominada   |
| 2017 | Elle                          | Premis Magritte                                     | Millor actriu secundària | Nominada   |
| 2019 | El gran bany                  | Premis César                                        | Millor actriu secundària | Nominada   |
| 2019 | Un amour impossible           | Premis César                                        | Millor actriu            | Nominada   |
| 2019 | Un amour impossible           | Premis Lumières                                     | Millor actriu            | Nominada   |
| 2019 | Un amour impossible           | Globes de Cristal Awards                            | Millor actriu            | Nominada   |
| 2019 | Sibyl                         | International Cinephile Society (ICS) Cannes Awards | Millor actriu            | Guanyadora |
| 2019 | Sibyl                         | VHS Awards                                          | Millor actriu            | Nominada   |
| 2020 | Sibyl                         | International Cinephile Society Awards              | Millor actriu            | Nominada   |
| 2021 | Adieu les cons                | Premis César                                        | Millor actriu            | Nominada   |
| 2021 | Adieu les cons                | Premis Lumières                                     | Millor actriu            | Nominada   |
| 2021 | Benedetta                     | Women Film Critics Circle Awards                    | Millor actriu            | Nominada   |
| 2022 | Benedetta                     | Premis César                                        | Millor actriu            | Nominada   |
| 2022 | Benedetta                     | Premis Lumières                                     | Millor actriu            | Nominada   |
| 2022 | Benedetta                     | International Online Cinema Awards                  | Millor actriu            | Nominada   |
| 2022 | Adieu les cons                | Premis Magritte                                     | Millor actriu            | Nominada   |
| 2023 | Memòries de París             | Premis César                                        | Millor actriu            | Guanyadora |
| 2023 | Memòries de París             | Premis Magritte                                     | Millor actriu            | Guanyadora |
| 2023 | Les enfants des autres        | Premis Lumières                                     | Millor actriu            | Guanyadora |
| 2024 | L'amour et les forêts         | Premis César                                        | Millor actriu            | Nominada   |
| 2024 | Rien à perdre                 | Premis Lumières                                     | Millor actriu            | Nominada   |